# Giorgio Bassi
Giorgio Bassi (Milão, 20 de janeiro de 1934) foi um automobilista italiano que correu o Grande Prêmio da Itália de 1965 de Fórmula 1 pela escuderia Centro Sud.